# Okres Drochia
Drochia je okres v severním Moldavsku. Žije zde okolo 74 tisíc obyvatel a jeho sídlem je město Drochia. Na severu sousedí s okresem Dondușeni, na východě s okresem Soroca a okresem Florești, na jihu s okresem Sîngerei a na západě s okresem Rîșcani.